# Tubersent
Tubersent est une commune française située dans le département du Pas-de-Calais en région Hauts-de-France.
La commune fait partie de la communauté d'agglomération des Deux Baies en Montreuillois qui regroupe 46 communes et compte 65 760 habitants en 2021.

## Géographie

### Localisation
Localisée dans le sud-ouest du département du Pas-de-Calais, Tubersent est une commune bordée, au sud, par la Canche et située, à vol d'oiseau, à 5 km à l'est de la commune d'Étaples (aire d'attraction), à 8 km des plages de la Côte d'Opale et à 8 km au nord-ouest de la commune de Montreuil-sur-Mer (chef-lieu d'arrondissement).
Le territoire de la commune est limitrophe de ceux de six communes.
Les communes limitrophes sont Longvilliers, Bréxent-Énocq, Étaples, Frencq, Maresville et Saint-Josse.

### Géologie et relief
La superficie de la commune est de 6,9 km2 ; son altitude varie de 2  à   105 mètres.
La commune est située sur des sols limoneux extrêmement vulnérables à l'érosion hydrique. Avec les remembrements qui se sont développés depuis les années 1970, le recul des haies, des talus et des prairies a progressé, au profit du labour. Ceci s'est traduit par une aggravation importante de l'érosion des sols, ce qui a justifié que la commune soit étudiée par l'INRA et la chambre d'agriculture et qu'y soient expérimentées divers types de mesures de précaution et réparation.

### Hydrographie
Le territoire de la commune est situé dans le bassin Artois-Picardie.
La commune est limitrophe, au sud, de la Canche, cours d'eau naturel de 100,22 km, qui prend sa source dans la commune de Gouy-en-Ternois et se jette dans la Manche entre Étaples et Le Touquet-Paris-Plage.
Tubersent est traversée par le Huitrepin appelé aussi Witrepin qui est un affluent de la Canche.

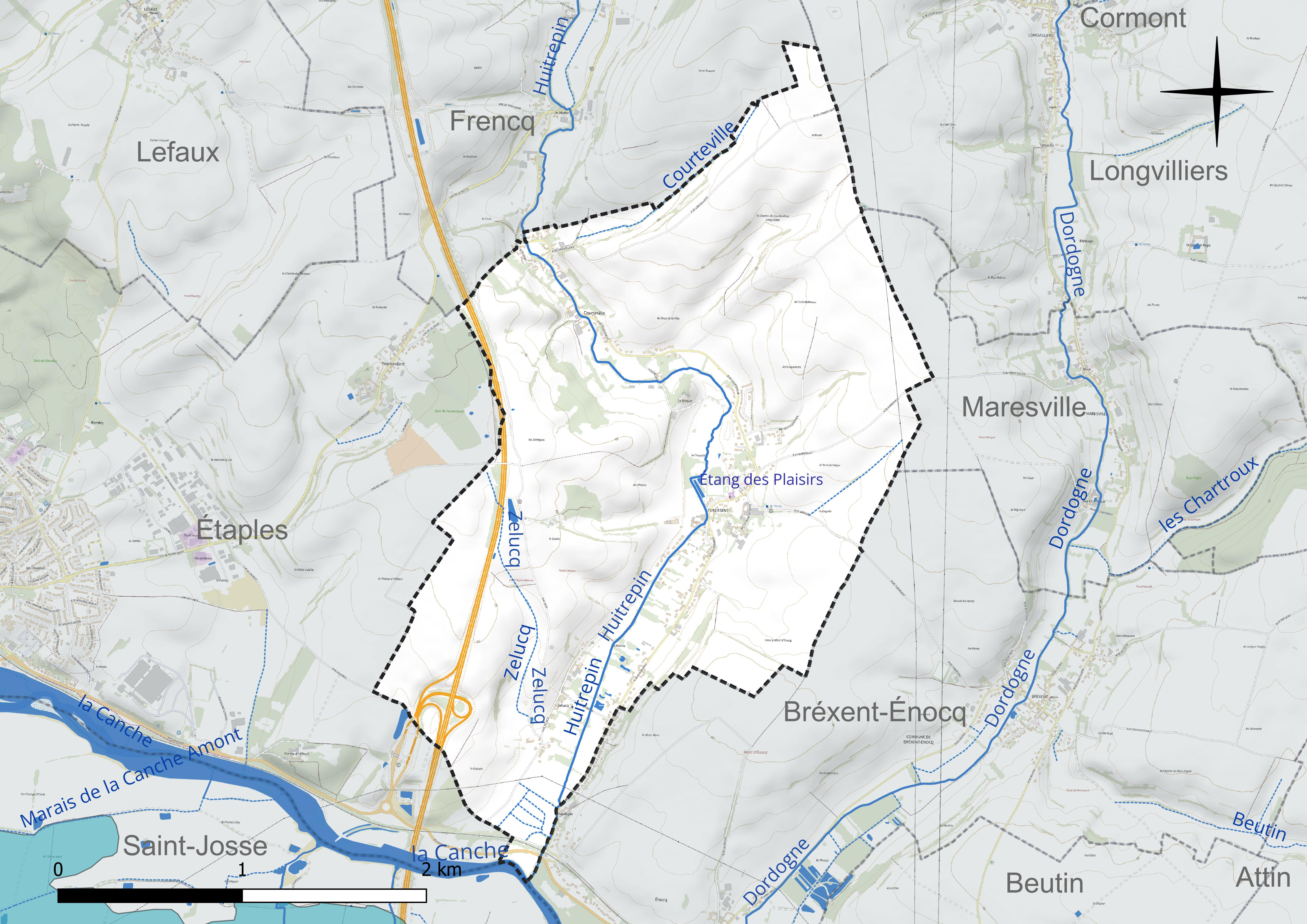
Réseau hydrographique de Tubersent.

Un ancien moulin sur le Huitrepin
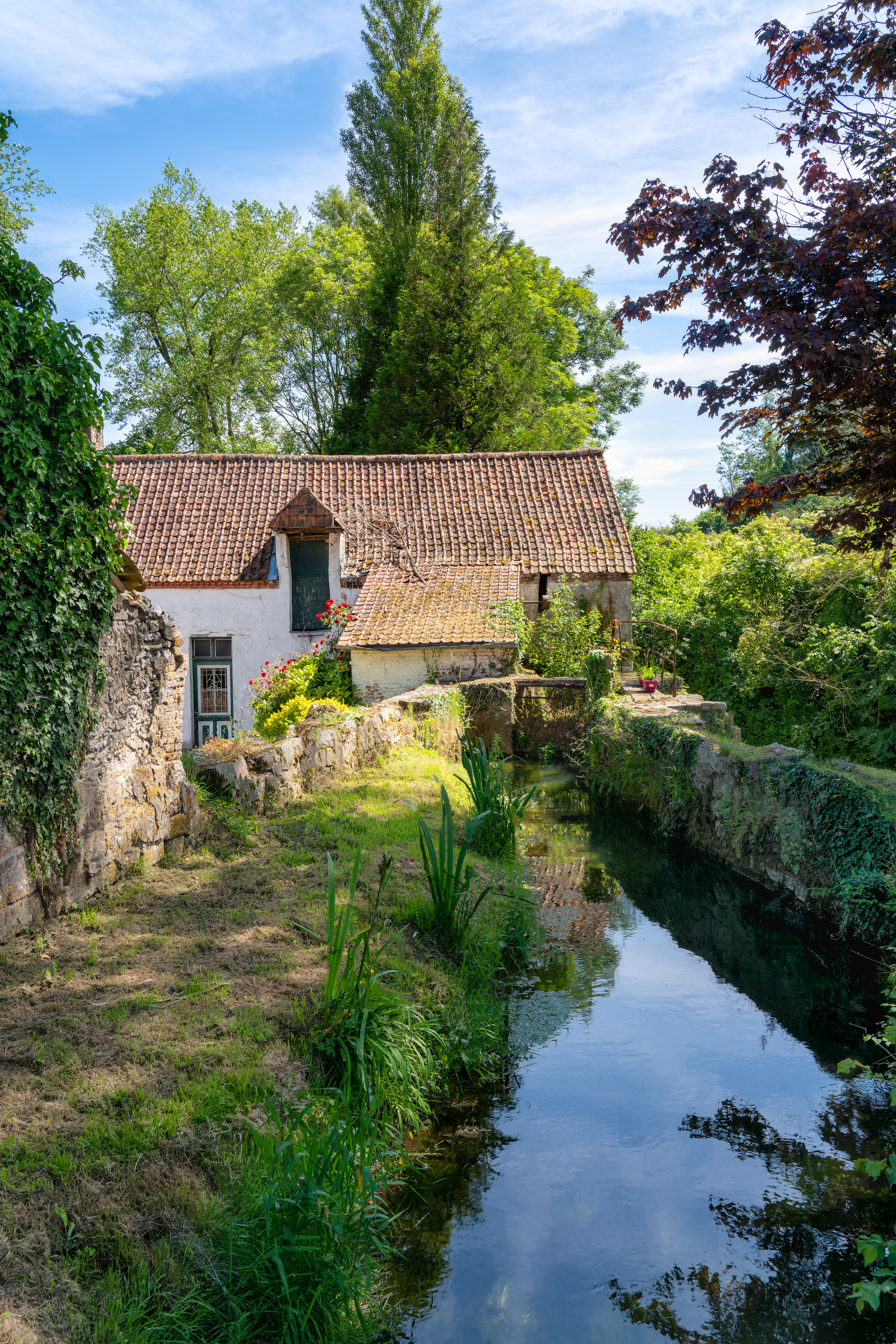
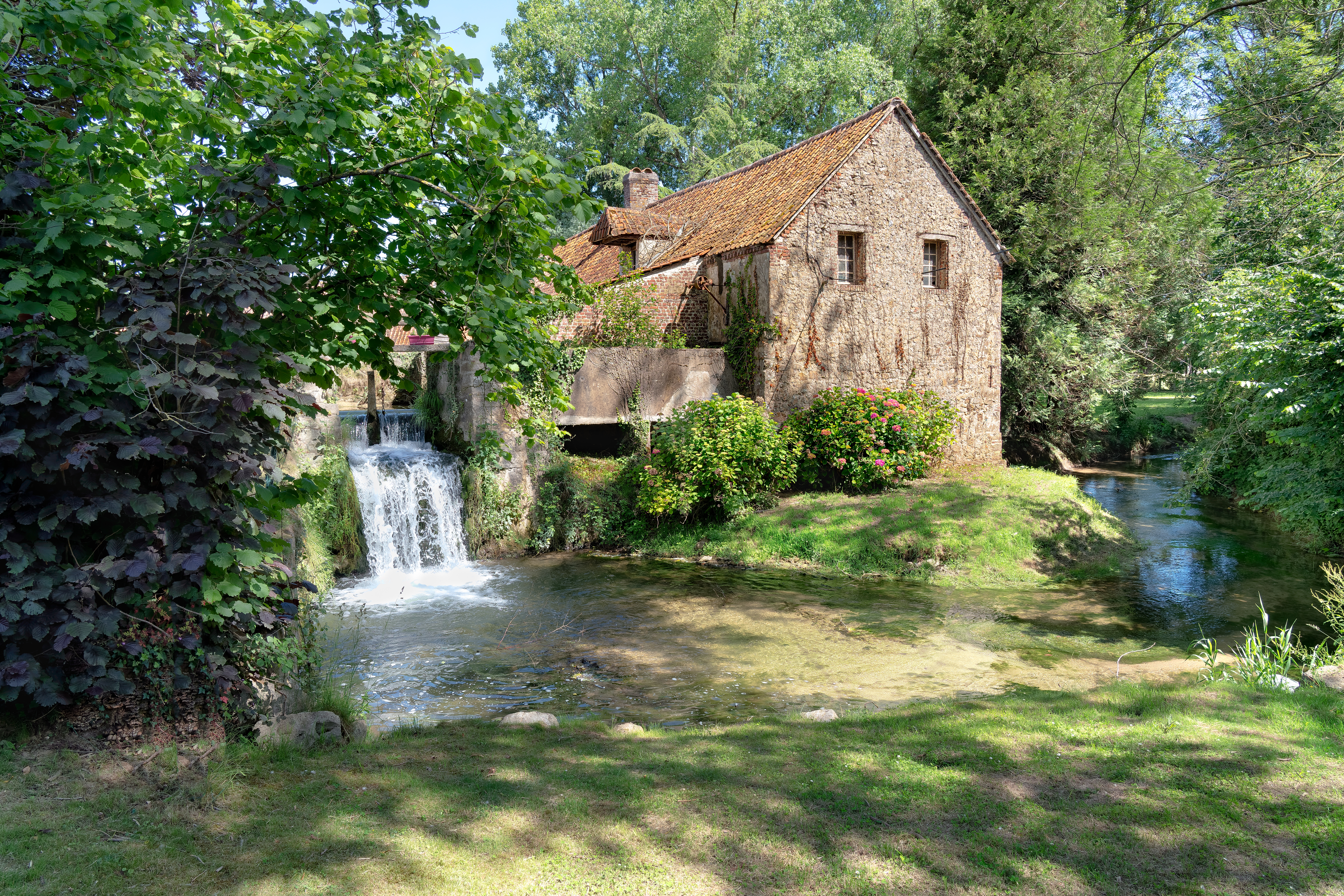

### Climat
Pour des articles plus généraux, voir Climat des Hauts-de-France et Climat du Pas-de-Calais.
En 2010, le climat de la commune est de type climat océanique franc, selon une étude du CNRS s'appuyant sur une série de données couvrant la période 1971-2000. En 2020, Météo-France publie une typologie des climats de la France métropolitaine dans laquelle la commune est exposée à un climat océanique et est dans la région climatique Côtes de la Manche orientale, caractérisée par un faible ensoleillement (1 550 h/an) ; forte humidité de l’air (plus de 20 h/jour avec humidité relative > 80 % en hiver), vents forts fréquents.
Pour la période 1971-2000, la température annuelle moyenne est de 10,5 °C, avec une amplitude thermique annuelle de 12,7 °C. Le cumul annuel moyen de précipitations est de 845 mm, avec 12,8 jours de précipitations en janvier et 8,2 jours en juillet. Pour la période 1991-2020, la température moyenne annuelle observée sur la station météorologique la plus proche, située sur la commune du Touquet-Paris-Plage à 8 km à vol d'oiseau, est de 11,2 °C et le cumul annuel moyen de précipitations est de 888,8 mm,. Pour l'avenir, les paramètres climatiques de la commune estimés pour 2050 selon différents scénarios d'émission de gaz à effet de serre sont consultables sur un site dédié publié par Météo-France en novembre 2022.

### Paysages
Pour un article plus général, voir Paysage en France.
La commune est située dans le « paysage montreuillois » tel que défini dans l’atlas de paysages de la région Nord-Pas-de-Calais, conçu par la direction régionale de l'Environnement, de l'Aménagement et du Logement (DREAL),. 
Ce paysage, qui concerne 98 communes, se délimite : à l’Ouest par des falaises qui, avec le recul de la mer, ont donné naissance aux bas-champs ourlées de dunes ; au Nord par la boutonnière du Boulonnais ; au sud par le vaste plateau formé par la vallée de l’Authie, et à l’Est par les paysages du Ternois et de Haut-Artois. Ce paysage régional, avec, dans son axe central, la vallée de la Canche et ses nombreux affluents comme la Course, la Créquoise, la Planquette…, offre une alternance de vallées et de plateaux, appelée « ondulations montreuilloises ». Dans ce paysage, et plus particulièrement sur les plateaux, on cultive la betterave sucrière, le blé et le maïs, et les plateaux entre la Ternoise et la Créquoise sont couverts de vastes massifs forestiers comme la forêt d'Hesdin-la-Forêt, les bois de Fressin, Sains-lès-Fressin, Créquy….

### Milieux naturels et biodiversité

#### Zone naturelle d'intérêt écologique, faunistique et floristique
L’inventaire des zones naturelles d'intérêt écologique, faunistique et floristique (ZNIEFF) a pour objectif de réaliser une couverture des zones les plus intéressantes sur le plan écologique, essentiellement dans la perspective d’améliorer la connaissance du patrimoine naturel national et de fournir aux différents décideurs un outil d’aide à la prise en compte de l’environnement dans l’aménagement du territoire.
Le territoire communal comprend une ZNIEFF de type 2 : la basse vallée de la Canche et ses versants en aval d’Hesdin.

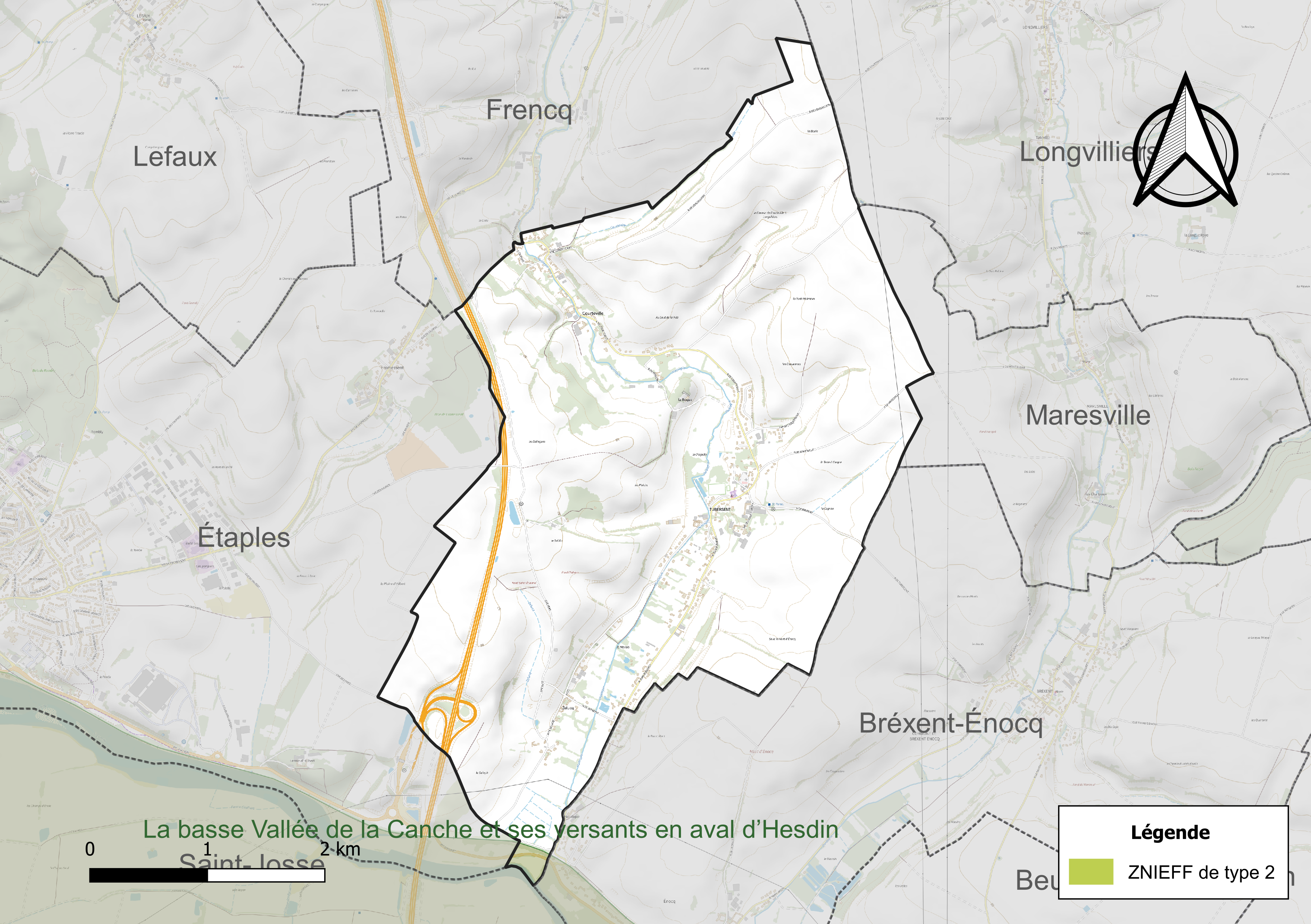
Carte de la ZNIEFF sur la commune.

#### Inventaire national du patrimoine géologique
Le territoire communal comprend le site de l'estuaire de la Canche. il est inscrit à l'inventaire national du patrimoine géologique.

## Urbanisme

### Typologie
Au 1er janvier 2024, Tubersent est catégorisée commune rurale à habitat dispersé, selon la nouvelle grille communale de densité à sept niveaux définie par l'Insee en 2022.
Elle appartient à l'unité urbaine de Montreuil-sur-Mer, une agglomération intra-départementale regroupant neuf  communes, dont elle est une commune de la banlieue,,. Par ailleurs la commune fait partie de l'aire d'attraction d'Étaples - Le Touquet-Paris-Plage, dont elle est une commune de la couronne,. Cette aire, qui regroupe 21 communes, est catégorisée dans les aires de moins de 50 000 habitants,.

### Occupation des sols
L'occupation des sols de la commune, telle qu'elle ressort de la base de données européenne d’occupation biophysique des sols Corine Land Cover (CLC), est marquée par l'importance des territoires agricoles (92,6 % en 2018), en diminution par rapport à 1990 (95 %). La répartition détaillée en 2018 est la suivante : 
terres arables (62,2 %), prairies (21,8 %), zones agricoles hétérogènes (8,5 %), zones urbanisées (5,9 %), zones industrielles ou commerciales et réseaux de communication (1,5 %). L'évolution de l’occupation des sols de la commune et de ses infrastructures peut être observée sur les différentes représentations cartographiques du territoire : la carte de Cassini (XVIIIe siècle), la carte d'état-major (1820-1866) et les cartes ou photos aériennes de l'IGN pour la période actuelle (1950 à aujourd'hui).

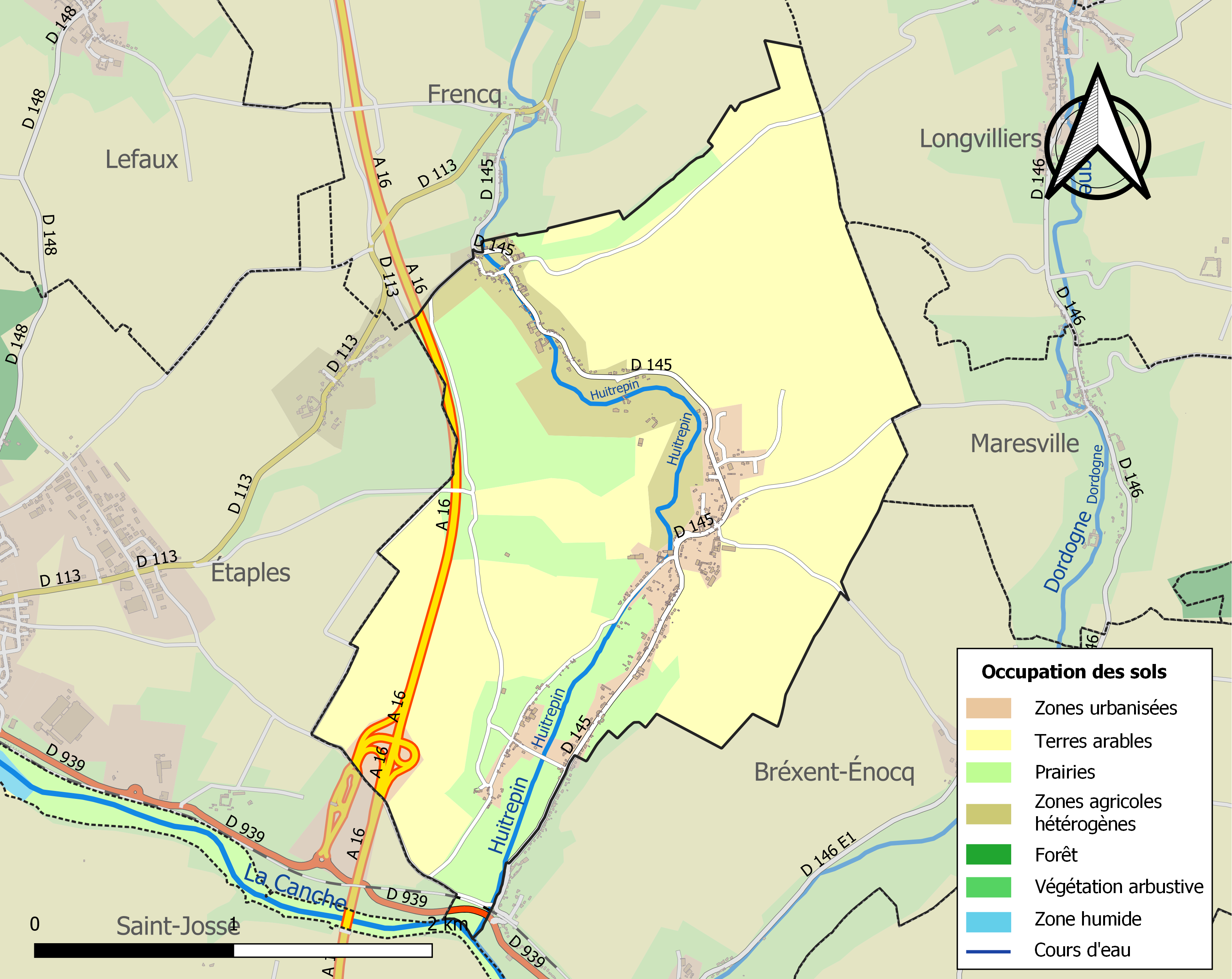
Carte des infrastructures et de l'occupation des sols de la commune en 2018 (CLC).

### Risques naturels et technologiques

#### Risque inondation
À la suite du passage des tempêtes Ciarán, Domingos et Elisa et des inondations et coulées de boue qui se sont produites, la commune est reconnue, par arrêté du 14 novembre 2023, en état de catastrophe naturelle pour inondations et coulées de boue sur la période du 2 au 12 novembre 2023, comme 179 autres communes du département.

## Toponymie
Le nom de la localité est attesté sous les formes Thorbodeshem (844-864), Thorbodashem (877), Turbodeshem (1093), Turboteshem (1096), Turbodessem, Tourboshem (1097), Torbodeshem (1107), Turbessem (1144), Torbaldessem (1156), Turbugessem (1184), Torbessem (1253), Torbessen (1253), Tourbessent (1289), Tours Behessem (1292), Torbeessent (1311), Trebessent (vers 1380), Toubersent (1392), Torbodeshem Sancti Judoci (vers 1512), Turebessent (1559), Turbessent (1578), Turbersen (1748), Tubersent (1893 et 1801).
Il s'agit d'une formation toponymique médiévale en -hem appellatif issu du germanique occidental *haim > ancien néerlandais, vieux saxon hēm  « foyer, maison, village », dont le premier élément Thorbodes- représente un nom de personne germanique Thurnubodas.

## Histoire
Le village serait mentionné dès le IVe siècle.
Tubersent, (Thorbodessem) est citée dans le cartulaire de l'abbaye Saint-Bertin de Saint-Omer, dans un acte datant de 856-859.
Un monolithe situé sur la commune était au XIXe siècle, nommé dans le pays les Truffes de la Rocque. D'une hauteur de 2 mètres et d'une circonférence de 12 mètres, la pierre est entourée de 4 mottes de terre, d'une hauteur située entre 2,50 m et 3,50 m. Des fouilles effectuées en 1849 dans l'une d'elles ont mis au jour un squelette entouré de cendres. Près du monolithe, ont été trouvées des fragments de tuiles romaines, un grelot et une pièce de monnaie de Philippe Auguste. Des chercheurs ont voulu voir dans cette pierre un monument druidique qui aurait pu servir à des sacrifices humains.
Sur une élévation de la commune, appelée la Rocque ou Ll Roque se trouvait un château féodal dont il ne subsiste plus aucun vestige visible. Une ferme y est aujourd'hui bâtie.

## Politique et administration

### Découpage territorial
La commune se trouve dans l'arrondissement de Montreuil du département du Pas-de-Calais.

#### Commune et intercommunalités
La commune a fait partie, de 1999 à 2016, de la communauté de communes mer et terres d'Opale et, depuis le 1er janvier 2017, elle fait partie de la communauté d'agglomération des Deux Baies en Montreuillois (CA2BM) dont le siège est basé à Montreuil.

#### Circonscriptions administratives
La commune faisait partie du canton d'Étaples, depuis la loi du 22 décembre 1789 reprise par la constitution de 1791, qui divise le royaume (la République en septembre 1792), en communes, cantons, districts et départements.
Dans le cadre du redécoupage cantonal de 2014 en France, elle demeure rattachée au canton d'Étaples qui passe de 19 à 15 communes.

#### Circonscriptions électorales
Pour l'élection des députés, la commune fait partie, depuis 1986, de la quatrième circonscription du Pas-de-Calais.

### Élections municipales et communautaires

#### Liste des maires
| Période                                  | Période                    | Identité       | Étiquette         | Qualité                                           |
| ---------------------------------------- | -------------------------- | -------------- | ----------------- | ------------------------------------------------- |
| Les données manquantes sont à compléter. |                            |                |                   |                                                   |
| avant 1995                               | ?                          | Joël Delaporte |                   |                                                   |
| mars 2001                                | 2014                       | Jean Liebaert  |                   | Professeur de dessin industriel retraité          |
| 2014                                     | En cours (au 8 avril 2022) | Hubert Degrève | UDI puis Horizons | Agent immobilier, Réélu pour le mandat 2020-2026, |

## Équipements et services publics
→ Conseils pour la rédaction de cette section.

## Population et société

### Démographie
Les habitants de la commune sont appelés les Tubersentois.

#### Évolution démographique
L'évolution du nombre d'habitants est connue à travers les recensements de la population effectués dans la commune depuis 1793. Pour les communes de moins de 10 000 habitants, une enquête de recensement portant sur toute la population est réalisée tous les cinq ans, les populations de référence des années intermédiaires étant quant à elles estimées par interpolation ou extrapolation. Pour la commune, le premier recensement exhaustif entrant dans le cadre du nouveau dispositif a été réalisé en 2005.

En 2022, la commune comptait 576 habitants, en évolution de +15,66 % par rapport à 2016 (Pas-de-Calais : −0,72 %, France hors Mayotte : +2,11 %).
| 1793 | 1800 | 1806 | 1821 | 1831 | 1836 | 1841 | 1846 | 1851 |
| ---- | ---- | ---- | ---- | ---- | ---- | ---- | ---- | ---- |
| 302  | 318  | 317  | 375  | 355  | 348  | 369  | 387  | 410  |

| 1856 | 1861 | 1866 | 1872 | 1876 | 1881 | 1886 | 1891 | 1896 |
| ---- | ---- | ---- | ---- | ---- | ---- | ---- | ---- | ---- |
| 412  | 372  | 351  | 348  | 388  | 408  | 407  | 410  | 400  |

| 1901 | 1906 | 1911 | 1921 | 1926 | 1931 | 1936 | 1946 | 1954 |
| ---- | ---- | ---- | ---- | ---- | ---- | ---- | ---- | ---- |
| 356  | 372  | 355  | 351  | 315  | 338  | 325  | 344  | 329  |

| 1962 | 1968 | 1975 | 1982 | 1990 | 1999 | 2005 | 2006 | 2010 |
| ---- | ---- | ---- | ---- | ---- | ---- | ---- | ---- | ---- |
| 327  | 318  | 287  | 351  | 448  | 472  | 505  | 515  | 503  |

| 2015 | 2020 | 2022 | - | - | - | - | - | - |
| ---- | ---- | ---- | - | - | - | - | - | - |
| 493  | 575  | 576  | - | - | - | - | - | - |

#### Pyramide des âges
En 2018, le taux de personnes d'un âge inférieur à 30 ans s'élève à 33,8 %, soit en dessous de la moyenne départementale (36,7 %). À l'inverse, le taux de personnes d'âge supérieur à 60 ans est de 26,8 % la même année, alors qu'il est de 24,9 % au niveau départemental.
En 2018, la commune comptait 268 hommes pour 282 femmes, soit un taux de 51,27 % de femmes, légèrement inférieur au taux départemental (51,50 %).
Les pyramides des âges de la commune et du département s'établissent comme suit.
| Hommes | Classe d’âge | Femmes |
| ------ | ------------ | ------ |
| 0,0    | 90 ou +      | 1,0    |
| 5,0    | 75-89 ans    | 7,1    |
| 18,6   | 60-74 ans    | 21,7   |
| 20,7   | 45-59 ans    | 18,6   |
| 20,7   | 30-44 ans    | 19,0   |
| 14,6   | 15-29 ans    | 13,9   |
| 20,4   | 0-14 ans     | 18,6   |

| Hommes | Classe d’âge | Femmes |
| ------ | ------------ | ------ |
| 0,5    | 90 ou +      | 1,6    |
| 5,6    | 75-89 ans    | 8,9    |
| 16,7   | 60-74 ans    | 18,1   |
| 20,2   | 45-59 ans    | 19,2   |
| 18,9   | 30-44 ans    | 18,1   |
| 18,2   | 15-29 ans    | 16,2   |
| 19,9   | 0-14 ans     | 17,9   |

## Économie
→ Conseils pour la rédaction de cette section.

## Culture locale et patrimoine

### Lieux et monuments
- L'église Saint-Étienne.

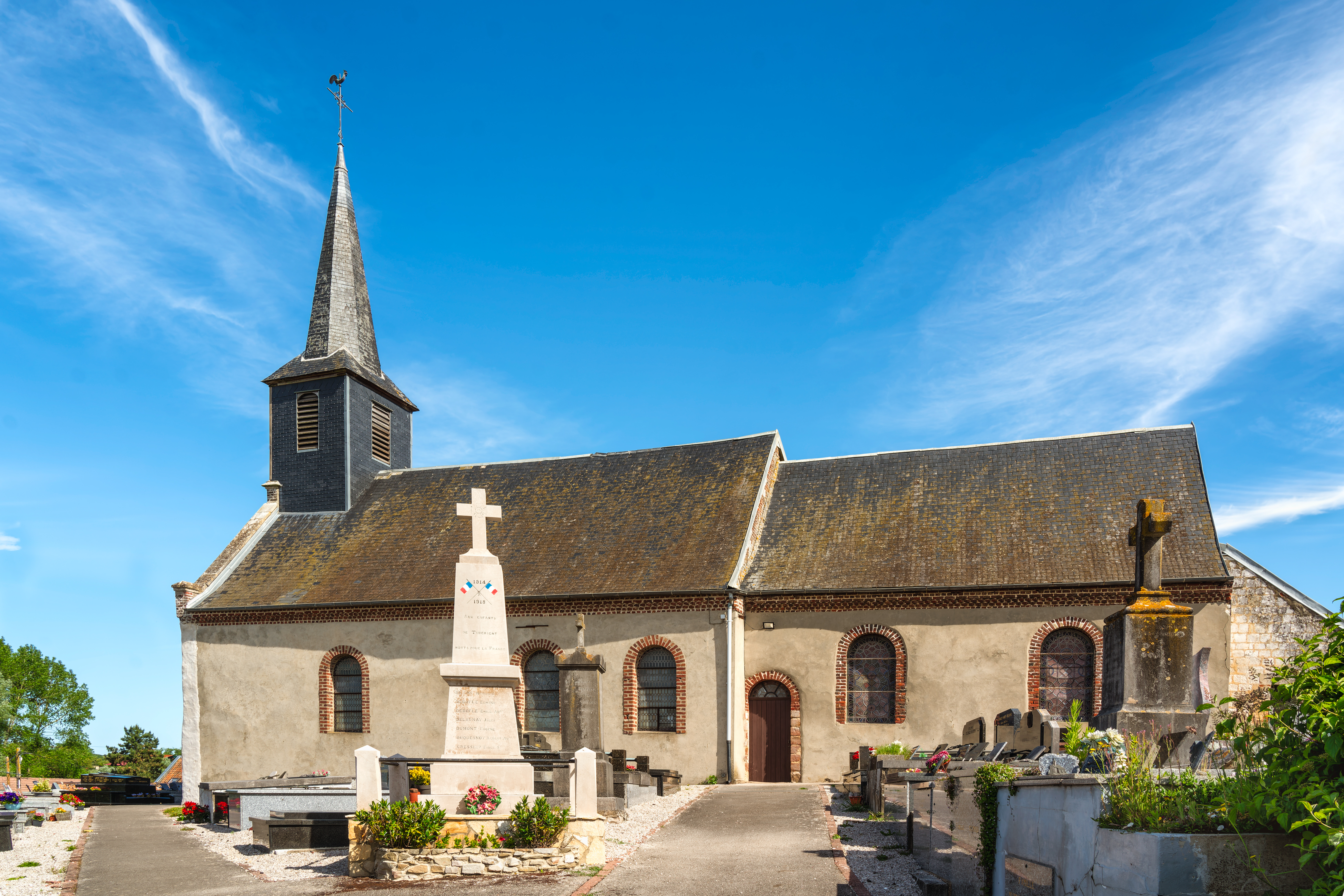
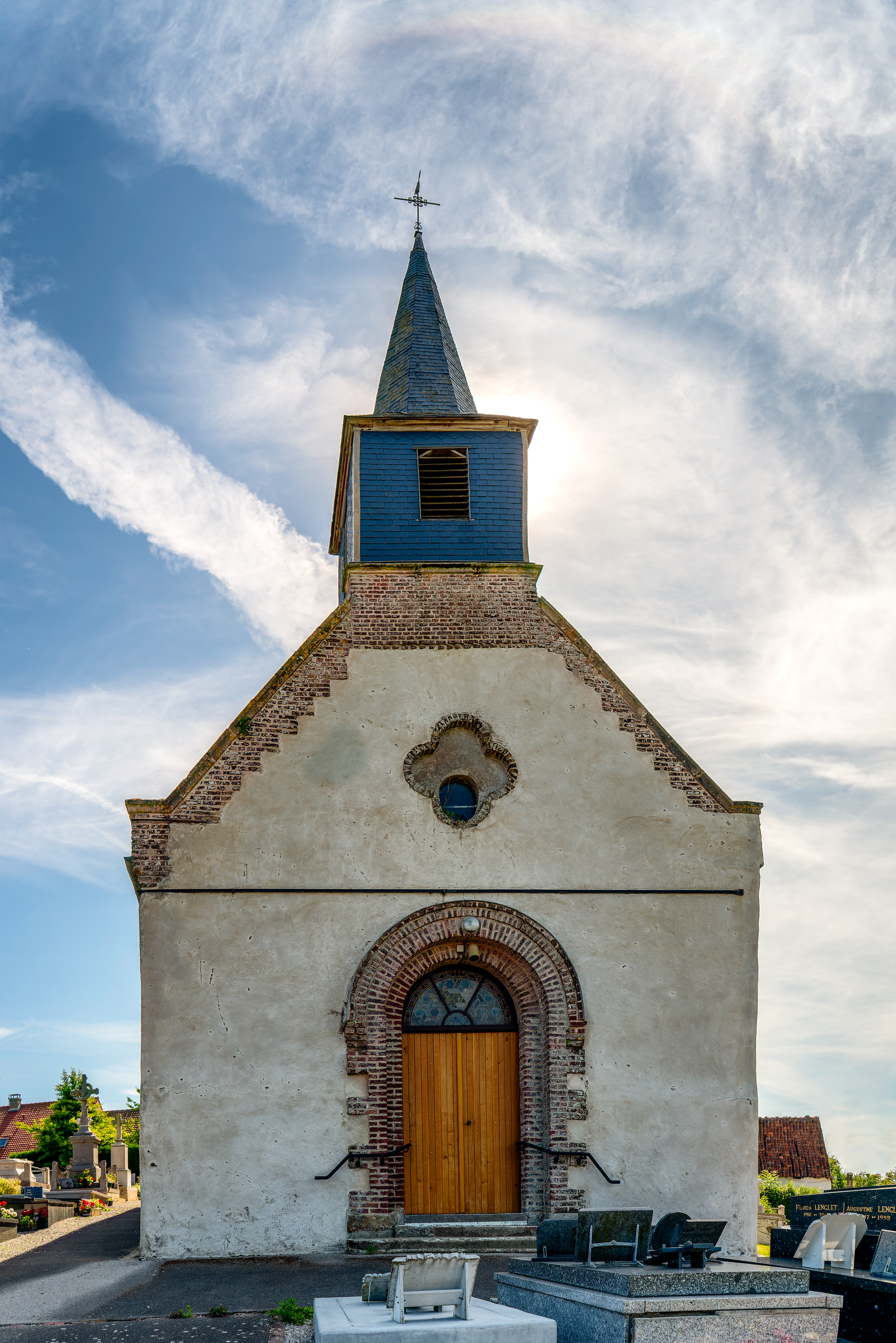
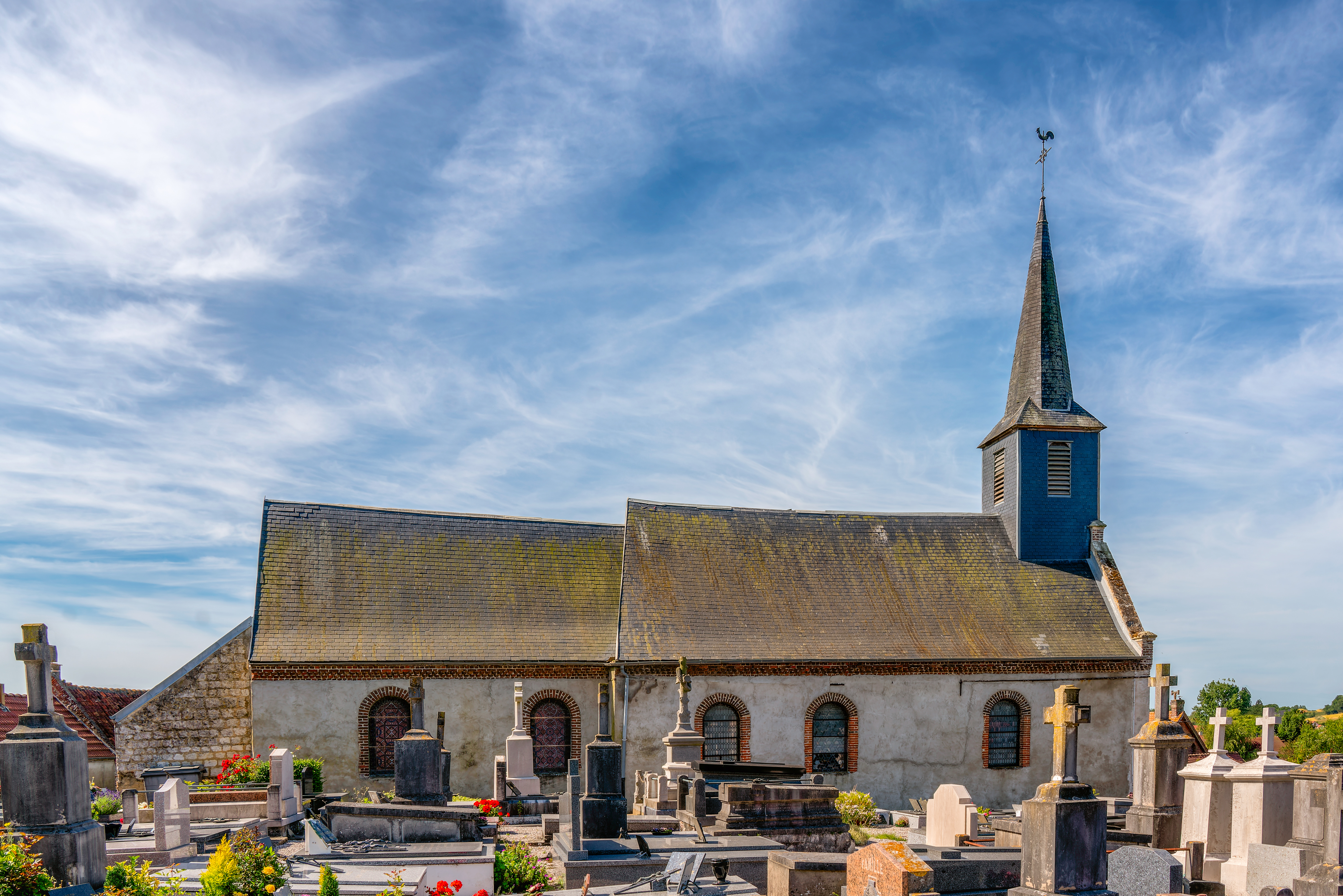

- Le monument aux morts, inauguré le 28 août 1921[44].

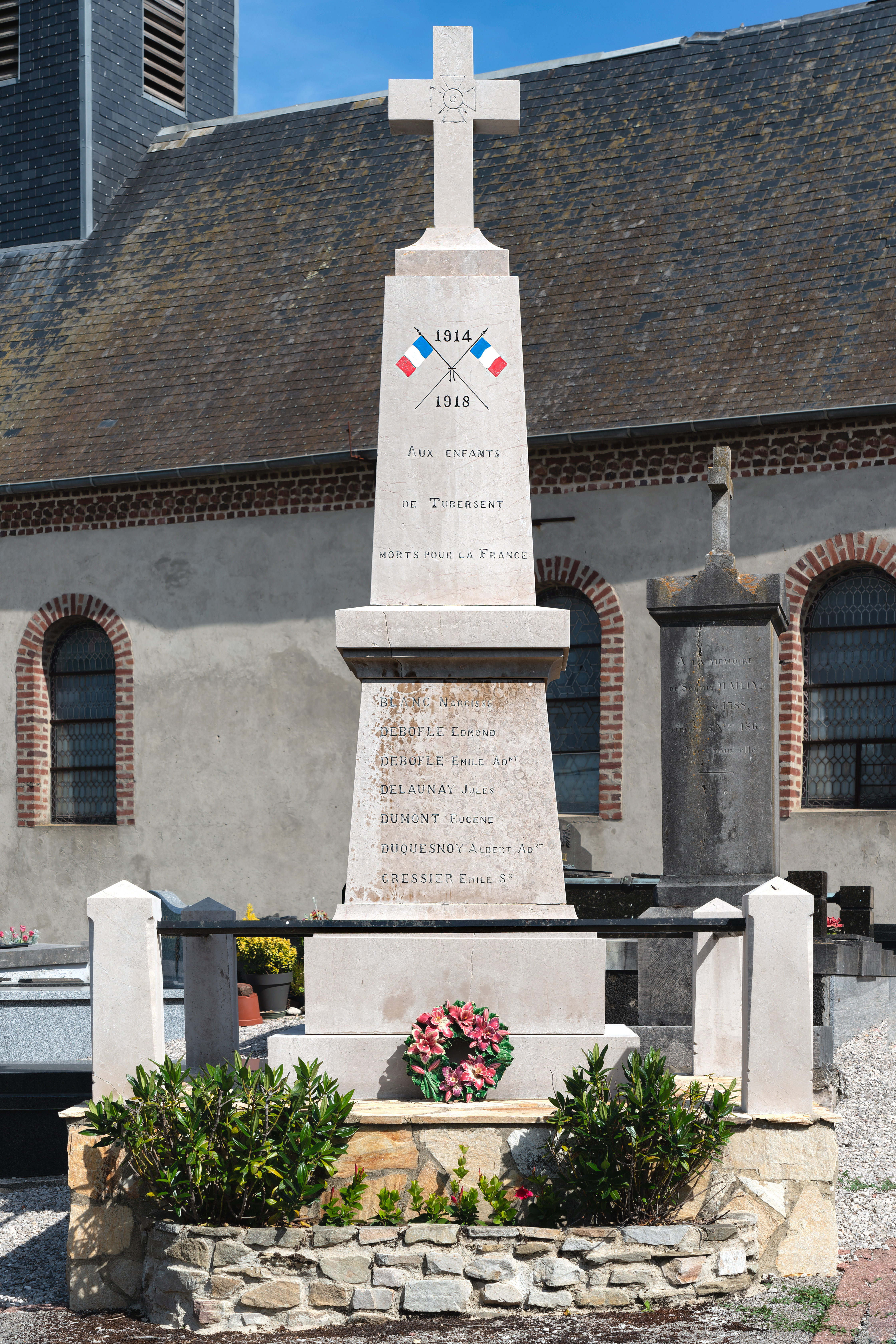

### Personnalités liées à la commune
- Jean Dubuffet (1901-1985), artiste contemporain français, inhumé dans ce village d'où était originaire Émilie Carlu, sa seconde épouse[45].

### Héraldique
| Blason de Tubersent | Blason  | D’or à la croix ancrée de gueules chargée en cœur d’une rose d’argent. |
| Blason de Tubersent | Détails | Armes des De Courteville d'Hodicq, seigneurs de Courteville (hameau de Tubersent) du XIIIe siècle à la fin du XVIIe siècle, auxquelles a été ajoutée une rose renvoyant aux armes des De Poilly, seigneurs de Tubersent au début du XVIIIe siècle, même si ceux-ci ne portaient pas des roses mais des anémones. Le statut officiel du blason reste à déterminer. |